# 彼らが生きる世界
『彼らが生きる世界』は、2008年10月27日から12月16日にかけて韓国KBSで放送されたテレビドラマ。全16話。
放送局を舞台にドラマの制作過程を通じた同僚との連帯感や恋愛を描いたドラマ。主演のヒョンビンとソン・ヘギョはこのドラマで恋人同士を演じ、それがきっかけで実生活でも恋人関係に発展した。

## キャスト
- チョン・ジオ：ヒョンビン
- チュ・ジュニョン：ソン・ヘギョ
- ソン・ギュンホ：オム・ギジュン
- ユニョン：ペ・ジョンオク
- キム・ミンチョル：キム・ガプス
- チャン・ヘジン：ソ・ヒョリム
- イ・ヨニ：キム・ヨジン
- ヤン・スギョン：チェ・ダニエル

## スタッフ
- 演出：ピョ・ミンス
- 脚本：ノ・ヒギョン
- 制作：KBS, YEG FILM BOOK
- 放送時間：月＆火曜日午後9時55分